# إيتانيوم (معالج)
إيتانيوم (بالإنجليزية: Itanium)‏ هو اسم تجاري لمعالج دقيق 64 بت من شركة إنتل تم فيه تطبيق تصميم إنتل إيتانيوم (بالإنجليزية: Intel Itanium architecture)‏.
أطلقت إنتل عائلتين من معالجات إيتانيوم، هما إيتانيوم وإيتانيوم 2. وبدءاً من الأول من نوفمبر 2007، أصبح يطلق على كلا العائلتين اسم إيتانيوم. تسوق هذه المعالجات من أجل استخدامها في خوادم الشركات الضخمة، وأنظمة الحواسب العالية الأداء. تم تصميم هذه المعالجات في بادئ الأمر من قبل هوليت باكارد (HP)، ومن ثم تم تطوير هذا التصميم لاحقًا من قبل شركتي (HP) وإنتل.

## إيتانيوم 9100
إيتانيوم 9100 ثنائي النواة هو أحد المعالجات التي أطلقتها شركة إنتل ومن مزايا الجديدة في السلسلة إيتانيوم 9100 تقنية التحويل حسب الطلب، التي تقلل من استهلاك الخادم للطاقة أثناء فترات الاستخدام المنخفض، ويمكن أن يؤدي إلى توفير في تكاليف الإنتاج.
وتمتاز السلسلة 9100 بسرعات تصل إلى 66.1 جيجاهيرتز وناقل أمامي بتردد 667 ميغاهيرتز ضمن مستوى استطاعة يبلغ 104 واط، وتمتاز أيضا بانخفاض استهلاكها للطاقة.

## وصلات خارجية
- الصفحة الرئيسية
- http://www.intel.com/support/motherboards/server/sr870bh2/sb/cs-016725.htm